# Zatrwian

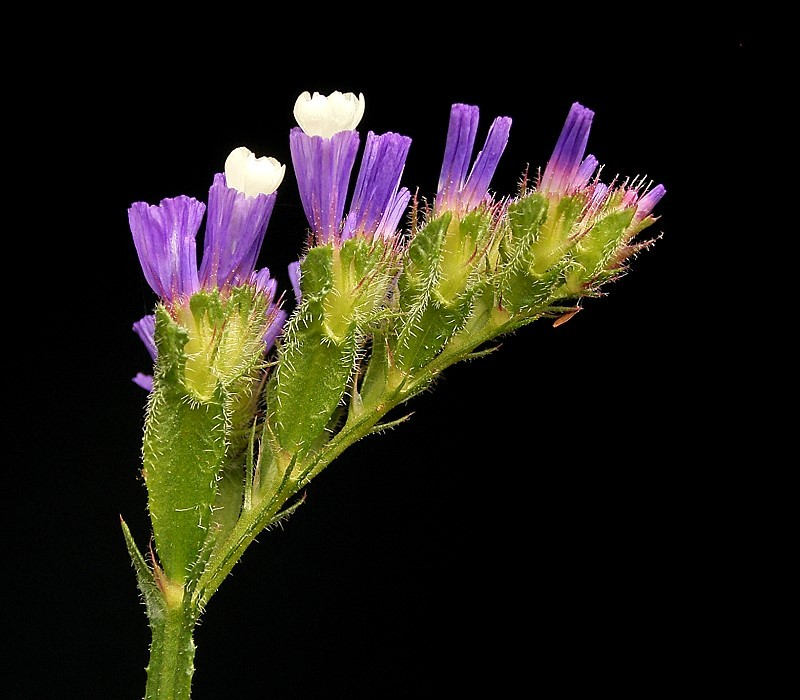
Kwiaty zatrwiana wrębnego

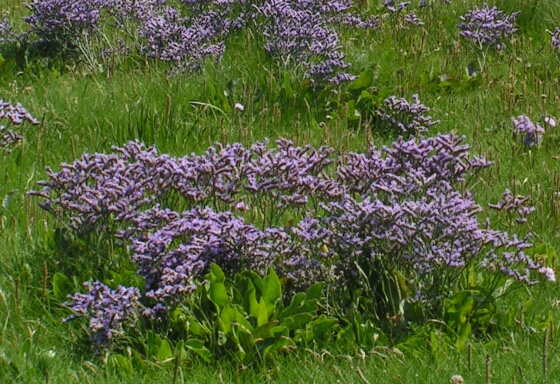
Zatrwian zwyczajny

Zatrwian (Limonium Mill.) – rodzaj roślin kwiatowych z rodziny ołownicowatych. Wyodrębnia się tu ok. 350 do ponad 600 gatunków. Zasięg rodzaju obejmuje rozległe obszary, głównie w strefach umiarkowanych obu półkul. Większość gatunków występuje w pasie od Wysp Kanaryjskich przez śródziemnomorski rejon Europy i Afryki do wschodniej Azji (Japonia, Tajwan). Nieliczne gatunki rosną w Ameryce Północnej i Południowej, południowej Afryce i Australii. Wiele gatunków jest odpornych na zasolenie gleb, toteż porastają solniska, przybrzeża słonych jezior i mórz. Przeważnie też dobrze tolerują suchy klimat i słabe gleby, w tym górskie. Są owadopylne. 
Liczne gatunki uprawiane są jako rośliny ozdobne.

## Morfologia
PokrójPrzeważnie byliny o wysokości 10–70 cm, rzadko rośliny jednoroczne i (głównie z Wysp Kanaryjskich) krzewy do 1 m wysokości. Łodyga bywa oskrzydlona.
LiściePojedyncze, od 1 do 30 cm długości i 5–100 mm szerokości, zgrupowane w rozetę, zwykle skórzaste.
KwiatyDrobne (4–10 mm), pięciopłatkowe, przeważnie różowe, fioletowe lub purpurowe, tylko u nielicznych gatunków białe lub żółte. Zebrane po kilka w niewielkich kłosach na rozgałęzieniach łodygi. Pięć działek kielicha jest zrośniętych w 5-nerwową, papierzastą rurkę. Pręciki w liczbie 5 wyrastają z nasady płatków. Słupek z 5 szyjkami zakończonymi wąskimi znamionami.
OwoceJednonasienne, zamknięte w trwałym, papierzastym kielichu.

## Systematyka
Pozycja systematyczna według Angiosperm Phylogeny Website (aktualizowany system APG IV z 2016)
Rodzaj z rodziny ołownicowatych (Plumbaginaceae), rzędu goździkowców (Caryophyllales) w obrębie dwuliściennych właściwych. W obrębie ołownicowatych należy do podrodziny Staticoideae plemienia Staticeae.
Wykaz gatunków

## Zastosowanie
- Korzenie zatrwianu ze względu na dużą zawartość tanin były tradycyjnie wykorzystywane w garbarstwie (zwłaszcza L. gmelinii i L. latifolium)[4], a także do produkcji czarnej, różowej, żółtej i zielonej farby stosowanej do barwienia skór i dywanów.
- Szereg gatunków cieszy się dużą popularnością w ogrodnictwie jako rośliny ozdobne[4].

Gatunki uprawiane w Polsce
- zatrwian dwunerwowy[9], z. dwużyłkowy[10] Limonium binervosum (G.E.Sm.) C.E.Salmon
- zatrwian Gmelina Limonium gmelini (Willd.) Kuntze
- zatrwian Gougeta Limonium gougetianum (Girard) Kuntze
- zatrwian rozłożysty[9], z. gałęzisty[10] Limonium ramosissimum (Poir.) Maire
- zatrwian stokrotkolistny Limonium bellidifolium (Gouan) Dumort.
- zatrwian szerokolistny Limonium latifolium (Sm.) Kuntze ≡ L. platyphyllum Lincz.
- zatrwian wrębny Limonium sinuatum (L.) Mill.
- zatrwian zwyczajny Limonium vulgare Mill.

Tradycyjnie zaliczane są tu także uprawiane gatunki, klasyfikowane współcześnie do odrębnych rodzajów (druga nazwa naukowa – obowiązująca według bazy taksonomicznej Plants of the World online):
- zatrwian Suworowa Limonium suworowii (Regel) Kuntze ≡ Psylliostachys suworowii (Regel) Roshkova
- zatrwian tatarski Limonium tataricum Mill. ≡ Goniolimon tataricum (L.) Boiss.